# Кармело Гонсалес
Кармело Гонсалес (ісп. Carmelo González, нар. 8 червня 1983, Лас-Пальмас-де-Гран-Канарія) — іспанський футболіст, що грав на позиції півзахисника за низку іспанських і таїландських клубних команд, а також за молодіжну збірну Іспанії.

## Клубна кар'єра
У дорослому футболі дебютував 2001 року виступами за команду «Лас-Пальмас» з рідного міста. Швидко став гравцем основного складу команди, яка за наступні чотири сезони подолала шлях від елітної іспанської Ла-Ліги до Сегунди Б, третього дивізіону. 
2005 року перейшов до «Леванте», якому навпаки допоміг підвищитися в класі із Сегунди до Ла-Ліги. Утім провівши в найвищому  дивізіоні лише декілька ігор на початку сезону 2006/07, був відданий в оренду до друголігового «Еркулес», згодом на аналогічних умовах грав у тому ж дивізіоні за «Нумансію».
2008 року приєднався до лав «Спортінга» (Хіхон), за який провів наступні чотири сезони у Ла-Лізі, а згодом ще один сезон у другому дивізіоні. Спочатку регулярно потрапляв до стартового складу команди, згодом поступово став гравцем ротації.
Протягом 2013—2016 років грав у Таїланді, де захищав кольори клубів «Бурірам Юнайтед» та «Супханбурі».
У 2016–2017 роках був гравцем еміратського «Аль-Іттіхада» (Кальба), після чого повернувся на батьківщину, продовживши грати на рівні нижчих ліг.

## Виступи за збірну
2004 року провів дві гри за молодіжну збірну Іспанії.

## Титули і досягнення
- Переможець Кубка Меридіан: 2001
- Чемпіон Європи (U-19): 2002